# Gijsbert Albert de Jong
Gijsbert Albert de Jong (Magelang, 27 juli 1916 – Eefde, 13 september 2006) was een Nederlands militair en Nederlandse verzetsstrijder tijdens de Tweede Wereldoorlog.

## Biografie
Gijsbert Albert (Gijs) de Jong, geboren in 27 juli 1916 te Magelang, Java, Nederlands-Indië  verhuisde naar Nederland en volgde onderwijs aan het Amsterdams Lyceum en de Koninklijke Militaire Academie (KMA) in Breda. Bij het uitbreken van de Tweede Wereldoorlog was hij net cadet-vaandrig en stond op het punt naar Nederlands-Indië terug te keren. De oorlog verhinderde dit, en na de Nederlandse capitulatie in mei 1940 kreeg hij eervol ontslag uit het leger.
Na zijn ontslag studeerde De Jong aan de Academie voor Lichamelijke Opvoeding in Amsterdam. Hij raakte betrokken bij het verzet, waar hij spionageactiviteiten uitvoerde en verbindingen onderhield met Londen. Samen met zijn vriend Loet Kist probeerde hij verraders Schönbrunn en George Ridderhof te liquideren. Dit mislukte, waarna beide mannen op de vlucht sloegen. Ze werden bij verstek ter dood veroordeeld en gedwongen Nederland te ontvluchten. In de winter van 1940/41 probeerden ze via de Van Niftrik-route België en Frankrijk naar Engeland te vluchten, maar werden gearresteerd en opgesloten. Na verhoor wisten ze de Duitsers te misleiden en werden ze vrijgelaten in het vrije deel van Frankrijk.
In Frankrijk ontmoetten De Jong en Kist Robert de Schrevel (schuilnaam Roger de Saule of "Oncle Roger"), een medewerker van de Franse Inlichtingendienst, die hen hielp onder te duiken. Kist keerde terug naar Nederland als koerier, maar werd daar later opgepakt en geëxecuteerd. Gijs bleef in Frankrijk en hielp Engelandvaarders via een vluchtlijn naar Spanje. Ondertussen was zijn verloofde Lydia van den Broek, samen met Nina Baumgarten, ook op de vlucht naar Engeland. Ze werden echter opgepakt door de Duitsers, waarbij een foto van Lydia hen linkte aan De Jong.
De vrouwen werden gemarteld en ter dood veroordeeld, maar uiteindelijk vrijgelaten als lokaas voor De Jong. Dankzij Oncle Roger konden ze ontsnappen en bereikten ze uiteindelijk Londen. Daar trouwden Gijs en Lydia op 13 februari 1943. Lydia werkte daarna als secretaresse van dr Somer, hoofd van het Bureau Inlichtingen der Nederlandse Regering in Londen, waar Luitenant Gijs de Jong ook een belangrijke bij de selectie en voorbereiding van agenten voor inzet in bezet Nederland. Nederlandse operaties verliepen tot dat moment slecht door infiltraties van de Duitsers in het kader van het "Englandspiel. Beiden waarschuwden hier herhaaldelijk voor en samen waren ze uiteindelijk in staat meerdere succesvolle inlichtingenoperaties op te starten door goede veiligheidsmaatregelen te hanteren.
Na de oorlog werd Gijs naar Nederlands-Indië gestuurd, waar hij diende als compagniescommandant in het KNIL. In 1950 keerde hij met Lydia terug naar Nederland. Hij vervolgde zijn militaire carrière en werd in 1950 commandant in de Detmerskazerne te Eefde. Later werd hij inlichtingenofficier bij het Eerste Legerkorps in Apeldoorn en docent op de Militaire School. Na zijn pensionering als Luitenant-kolonel op 55-jarige leeftijd bleef hij in Eefde wonen.
Gijs de Jong ontving onderscheidingen voor moed en inzet tijdens de oorlog, waaronder de Bronzen Leeuw. Lydia ontving ook het Kruis van Verdienste voor haar daden. Na het overlijden van zijn vrouw in 2000 bleef De Jong betrokken bij de herdenking van de oorlogsjaren en onderhield hij vele contacten met oud-verzetsstrijders en Engelandvaarders. Hij overlijdt in 2006.

## Onderscheidingen
- Bronzen Leeuw
- Kruis van Verdienste op 4 mei 1944
- Oorlogsherinneringskruis met twee gespen
- Verzetsherdenkingskruis
- Ereteken voor Orde en Vrede met twee gespen
- Kruis voor betoonde marsvaardigheid
- Kruis voor de Tweedaagse Militaire Prestatietocht
- Oorlogskruis (België) met palm
- officer in de Orde van het Britse Rijk
- officier in het Legioen van Eer